# Terebella flabellum
Terebella flabellum är en ringmaskart som beskrevs av Baird 1865. Terebella flabellum ingår i släktet Terebella och familjen Terebellidae. Inga underarter finns listade i Catalogue of Life.